# Liste der Klassischen Philologen in Gießen
Die Liste der Klassischen Philologen in Gießen zählt namhafte Hochschullehrer dieses Faches an der Ludwigs-Universität (1607–1945) und an der Justus-Liebig-Universität (seit 1957) auf.

## Überblick
Die Klassische Philologie entwickelte sich in Gießen, wie an anderen Orten auch, aus den Professuren für Rhetorik (professor eloquentiae oder oratoriae) und Poetik (professura poeseos), die auch während der Verlegung der Universität nach Marburg (1624–1650) bestanden. Nach dem Tod des ersten Professors der Poesie, Conrad Bachmann (1646), wurden die Professuren zusammengelegt. Bis ins späte 18. Jahrhundert waren die Inhaber dieses Lehrstuhls hauptsächlich Theologen, selten Historiker und Philologen. Seit dem 19. Jahrhundert etablierte sich die Klassische Philologie in Gießen als eigenständige Disziplin. Sie wurde besonders von Friedrich Gottlieb Welcker vertreten, der von 1809 bis 1816 als persönlicher Ordinarius neben den Professoren der Rhetorik und Poetik lehrte. Unter seiner Federführung wurde am 20. März 1812 das Seminar für Klassische Philologie errichtet, die erste Einrichtung dieser Art an der Gießener Universität. Zu ihrem ersten Direktor wurde der Theologieprofessor Johann Ernst Christian Schmidt ernannt. Die Professur für Rhetorik und Poetik wurde zur Klassischen Philologie umgewidmet. Verschiedene Privatdozenten und außerordentliche Professoren ergänzten die Vorlesungstätigkeit der Ordinarien. Von 1878 bis 1882 beispielsweise leitete Friedrich Schulteß als Extraordinarius die Übungen des neu eingerichteten Proseminars.
Ab den 1890er-Jahren waren die Lehrstühle in Gießen nur jeweils kurze Zeit besetzt und entwickelten sich zu „Durchgangsstationen“ für aufsteigende Philologen. Die wachsende Studentenzahl ab 1900 führte zur Einrichtung einer Assistentenstelle neben den Ordinarien, die von 1903 bis 1945 bestand. Ihre Inhaber waren Hugo Hepding (1903–1904), Wilhelm Gundel (1904–1906), Wilhelm Süß (1906–1909), Hermann Knöllinger (1909–1914), Robert Arnold Fritzsche (1915–1919), Hans Kling (1919–1927), Rudolf Güngerich (1927–1929), Andreas Thierfelder (1929–1930) und Heinrich Otto Schröder (1930–1945). Seit den 20er Jahren zeichneten sich bei den Ordinarien längere Amtszeiten ab.
Gegen Ende des Zweiten Weltkriegs wurde die Universität Gießen bei Luftangriffen schwer beschädigt. Der Lehrstuhlinhaber für Latinistik, Andreas Thierfelder, wurde 1943 zur Wehrmacht eingezogen und geriet 1945 in Kriegsgefangenschaft. Der Lehrstuhlinhaber für Gräzistik, Albrecht von Blumenthal, nahm sich kurz vor der Eroberung der Stadt durch die Amerikaner das Leben. 1946 wurde die Universität geschlossen und erst im Jahre 1957 wiedererrichtet. Für die Klassische Philologie wurden 1962 zwei Ordinariate mit den Schwerpunkten Latinistik und Gräzistik eingerichtet, die bis heute bestehen. Neben den Lehrstuhlinhabern sind mehrere Wissenschaftliche Assistenten, Mitarbeiter, Akademische Räte und Lehrbeauftragte am Seminar für Klassische Philologie tätig.

## Liste der Professores poeseos et eloquentiae
Die Professoren wirkten von 1625 bis 1650 in Marburg. Bis 1646 trugen sie den Titel Professor eloquentiae oder oratoriae, ab 1646 (Tod des Professor poeseos Conrad Bachmanns) den Titel Professor eloquentiae et poeseos. Die Inhaber dieser Professoren waren meist Historiker und Theologen und betrieben selten philologische Studien.
1. Caspar Fink (1605–1607)
2. Petrus Hermannus Nigidius (1608–1616)
3. Christian Liebenthal (1616–1624)
4. Johannes Kornemann (1625–1627) in Marburg
5. Theodor Höpingk (1627–1635) in Marburg
6. Johann Balthasar Schupp (1635–1646) in Marburg
7. David Christiani (1646–1650) in Marburg
8. Johann Helwig Sinolt (1650–1653)[1]
9. Philipp Ludwig Hanneken (1663–1670)
10. Heinrich Phasian (1671–1694)
11. Johann Reinhard Hedinger (1694–1699)
12. Matthias Nicolaus Kortholt (1700–1725)
13. Johannes Rhenius (1725–1733)[2]
14. Johann Hermann Benner (1733–1740)
15. Franz Justus Kortholt (1741–1743)
16. Ernst Thom (1744–1745)
17. Heinrich Christoph Nebel (1745–1752)
18. Johann Gottfried Zentgrav (1753–1762)
19. Johann Georg Bechtold (1762–1771)
20. Christian Heinrich Schmid (1771–1800)
21. Christian Gottlieb Kühnöl (1801–1809)
22. Friedrich Karl Rumpf (1809–1823)

## Liste der Klassischen Philologen
Die folgende Liste setzt zu Beginn des 19. Jahrhunderts ein, weil sich die Klassische Philologie zu dieser Zeit in Gießen als eigenständiges Fach etablierte.
Angegeben ist in der ersten Spalte der Name der Person und ihre Lebensdaten, in der zweiten Spalte wird der Eintritt in die Universität angegeben, in der dritten Spalte das Ausscheiden. Spalte vier nennt die höchste an der Universität Gießen erreichte Position. An anderen Universitäten kann der entsprechende Dozent eine noch weitergehende wissenschaftliche Karriere gemacht haben. Die nächste Spalte nennt Besonderheiten, den Werdegang oder andere Angaben in Bezug auf die Universität oder das Seminar. In der letzten Spalte stehen Bilder der Dozenten.
| Wissenschaftler                               | von  | bis  | Funktionen                     | Bemerkungen | Bild |
| --------------------------------------------- | ---- | ---- | ------------------------------ | --- | ---- |
| Heinrich Friedrich Pfannkuche (1765–1832)     | 1803 | 1832 | Ordinarius                     | Professor der griechischen Sprache und Literatur |      |
| Friedrich Karl Rumpf (1772–1823)              | 1809 | 1823 | Ordinarius                     | Professor der Poesie und Beredsamkeit |      |
| Friedrich Gottlieb Welcker (1784–1868)        | 1809 | 1816 | Ordinarius                     | persönlicher Ordinarius für griechische Literatur und Archäologie (erstes archäologisches Ordinariat weltweit); wechselte nach Göttingen, 1819 nach Bonn |      |
| Friedrich Gotthilf Osann (1794–1858)          | 1825 | 1858 | Ordinarius                     | Nachfolger Rumpfs, ab 1827 Direktor des philologischen Seminars |      |
| Heinrich Christian Michael Rettig (1795–1836) | 1829 | 1833 | Privatdozent                   | Gymnasiallehrer, der parallel an der Universität lehrte; wechselte 1833 nach Zürich |      |
| Friedrich Wilhelm Otto (1805–1866)            | 1833 | 1864 | Extraordinarius                | erst Collaborator, ab 1853 außerordentlicher Professor |      |
| Adolf Theodor Hermann Fritzsche (1818–1878)   | 1844 | 1850 | Extraordinarius                | Privatdozent, 1849 außerordentlicher Professor; wechselte nach Leipzig |      |
| Anton Lutterbeck (1812–1882)                  | 1859 | 1877 | Ordinarius                     | Theologe, trat von der katholischen Theologie zur Philologie über |      |
| Ludwig Lange (1825–1885)                      | 1859 | 1871 | Ordinarius                     | Nachfolger Osanns, verfasste in Gießen zahlreiche Sammelwerke, darunter die dreibändigen Römischen Alterthümer (1856–1871); wechselte nach Leipzig |      |
| Ludwig Schwabe (1835–1908)                    | 1859 | 1863 | Extraordinarius                | Habilitation 1859 in Gießen, 1863 außerordentlicher Professor; wechselte als Ordinarius nach Dorpat |      |
| Franz Umpfenbach (1835–1885)                  | 1860 | 1862 | Privatdozent                   | Habilitation 1860 in Gießen; lebte nach einer mehrjährigen Bildungsreise durch Italien als Privatgelehrter in München |      |
| Eduard Lübbert (1830–1889)                    | 1865 | 1874 | Ordinarius                     | Habilitation 1865 in Gießen; wurde 1871 zum Nachfolger Langes ernannt; wechselte 1874 nach Kiel |      |
| Wilhelm Clemm (1843–1883)                     | 1868 | 1883 | Ordinarius                     | Habilitation 1867 in Gießen, 1871 außerordentlicher Professor; erhielt 1874 ein neu eingerichtetes zweites Ordinariat für Klassische Philologie |      |
| Adolf Philippi (1843–1918)                    | 1874 | 1893 | Ordinarius                     | Nachfolger Lübberts; legte infolge einer langwierigen Sinnkrise 1893 seine Professur nieder, verfasste einen „Nachruf“ auf sich selbst und widmete sich kunsthistorischen Studien |      |
| Hermann Schiller (1839–1902)                  | 1876 | 1899 | Ordinarius                     | Geheimer Oberschulrat, Mitglied des Großherzoglich Hessischen Innenministeriums und Direktor des Großherzoglichen Gymnasiums in Gießen, zugleich ordentlicher Professor der Pädagogik; beschäftigte sich mit römischer Geschichte sowie Didaktik und Methodik des altsprachlichen Unterrichts; 1899 wegen seiner öffentlichen Kritik am hessischen Schulwesen entlassen |      |
| Friedrich Schulteß (1851–1919)                | 1878 | 1882 | Extraordinarius                | Oberlehrer am Gymnasium, zugleich außerordentlicher Professor der Klassischen Philologie; leitete die Übungen des neu eingerichteten Proseminars; wechselte nach Straßburg, später nach Hamburg als Direktor des Johanneums |      |
| Peter Dettweiler (1856–1907)                  | 1883 | 1890 | Extraordinarius                | Leiter des Proseminars, 1887 außerordentlicher Professor |      |
| Johannes Schmidt (1850–1894)                  | 1883 | 1892 | Ordinarius                     | Nachfolger Clemms, bedeutender Epigraphiker; wechselte 1892 nach Königsberg, wo er kurz darauf starb |      |
| Georg Ferdinand Dümmler (1859–1896)           | 1887 | 1890 | Privatdozent                   | Archäologe und Philologe, wechselte 1890 als Ordinarius nach Basel |      |
| Richard Reitzenstein (1861–1931)              | 1892 | 1893 | Ordinarius                     | Nachfolger Schmidt für zwei Semester; bedeutender Papyrologe; wechselte nach Straßburg |      |
| Gotthold Gundermann (1856–1921)               | 1893 | 1902 | Ordinarius                     | Nachfolger Reitzensteins; beschäftigte sich hauptsächlich mit Glossensammlungen; wechselte nach Tübingen |      |
| Eduard Schwartz (1858–1940)                   | 1893 | 1897 | Ordinarius                     | Nachfolger Philippis; Herausgeber und Erklärer der Kirchenhistoriker, Wissenschaftsorganisator; wechselte nach Straßburg |      |
| Albrecht Dieterich (1866–1908)                | 1897 | 1903 | Ordinarius                     | Nachfolger Schwartz’; Religionswissenschaftler und Volkskundler; wechselte nach Heidelberg |      |
| Richard Wünsch (1869–1915)                    | 1902 | 1907 | Ordinarius                     | Nachfolger Gundermanns, Religionswissenschaftler und Hymnenforscher; wechselte nach Königsberg |      |
| Erich Bethe (1863–1940)                       | 1903 | 1906 | Ordinarius                     | Nachfolger Dieterichs; Sagen- und Erzähltheoretiker; wechselte nach Leipzig |      |
| Hugo Hepding (1878–1959)                      | 1903 | 1941 | Extraordinarius                | Dieterich-Schüler; Bibliothekar, 1910 habilitiert, 1915 außerordentlicher Professor; 1941 Vorlesungsverbot |      |
| Alfred Körte (1866–1946)                      | 1906 | 1913 | Ordinarius                     | Nachfolger Bethes; Menanderforscher und Archäologe; wechselte nach Freiburg im Breisgau |      |
| Otto Immisch (1862–1936)                      | 1907 | 1913 | Ordinarius                     | Nachfolger Wünschs; Lyrik- und Komödienforscher; wechselte nach Königsberg, 1914 nach Freiburg im Breisgau |      |
| Hermann Knöllinger (1883–1914)                | 1909 | 1914 | Assistent                      | Cicero-Forscher, fiel im Ersten Weltkrieg |      |
| Rudolf Herzog (1871–1953)                     | 1913 | 1936 | Ordinarius                     | Nachfolger Körtes, wegen Kriegseinsatzes im Ersten Weltkrieg zeitweise durch Karl Kalbfleisch vertreten; Philologe, Archäologe und Medizinhistoriker; bis 1945 Vorsitzender des Deutschen Gymnasialvereins |      |
| Karl Kalbfleisch (1868–1946)                  | 1913 | 1934 | Ordinarius                     | Nachfolger Immischs; Medizinhistoriker und Papyrologe |      |
| Wilhelm Gundel (1880–1945)                    | 1914 | 1945 | Extraordinarius                | Gymnasiallehrer, 1914 habilitiert, 1920 nebenamtlicher Extraordinarius, vertrat ab 1943 Thierfelders Lehrstuhl |      |
| Robert Arnold Fritzsche (1868–1939)           | 1915 | 1919 | Assistent                      | Bibliothekar, nebenamtlicher Assistent |      |
| Hans Kling (1893–nach 1957)                   | 1919 | 1927 | Assistent                      | Kalbfleisch-Schüler, Papyrologe, wechselte als Gymnasiallehrer nach Bensheim |      |
| Rudolf Güngerich (1900–1975)                  | 1927 | 1929 | Assistent                      | wechselte an die Universität Würzburg |      |
| Wilhelm Süß (1882–1969)                       | 1934 | 1940 | Ordinarius                     | Nachfolger Kalbfleischs; wechselte nach Breslau |      |
| Hildebrecht Hommel (1899–1996)                | 1936 | 1937 | Lehrstuhlvertreter             | vertrat den Lehrstuhl Herzogs; wechselte als Ordinarius nach Heidelberg |      |
| Albrecht von Blumenthal (1889–1945)           | 1937 | 1945 | Ordinarius                     | Nachfolger Herzogs, bis 1940 persönlicher Ordinarius; Spezialist für griechische Dichtung und Sprachwissenschaft, Mitglied des George-Kreises und der NSDAP (ab 1940) |      |
| Heinrich Otto Schröder (1906–1987)            | 1930 | 1945 | Oberassistent                  | Spezialist für griechische und römische Kirchenväter, 1939 habilitiert und zum Oberassistenten ernannt |      |
| Andreas Thierfelder (1903–1986)               | 1941 | 1943 | Ordinarius                     | Nachfolger von Süß; 1943 zum Kriegsdienst in Ägypten eingezogen, anschließend in britischer Gefangenschaft; ging 1950 als Ordinarius nach Mainz |      |
| Gerhard Müller (1907–1988)                    | 1962 | 1976 | Ordinarius                     | Gründungsprofessor für Gräzistik |      |
| Vinzenz Buchheit (1923–2008)                  | 1962 | 1989 | Ordinarius                     | Gründungsprofessor für Latinistik |      |
| Joachim Adamietz (1934–1996)                  | 1963 | 1988 | Professor                      | Lektor, 1970 habilitiert, 1971 H2-Professor; Latinist, Spezialist für römische Rhetorik, Satire und Epos |      |
| Egert Pöhlmann (* 1933)                       | 1976 | 1980 | Ordinarius                     | Nachfolger Müllers |      |
| Manfred Landfester (1937–2024)                | 1980 | 2002 | Ordinarius                     | Nachfolger Pöhlmanns |      |
| Jochem Küppers (* 1946)                       | 1990 | 1997 | Ordinarius                     | Nachfolger Buchheits; wechselte nach Düsseldorf |      |
| Peter Kuhlmann (* 1965)                       | 1995 | 2000 | Wissenschaftlicher Mitarbeiter | 1995 Lehrbeauftragter, ab 1997 Wissenschaftlicher Mitarbeiter am Sonderforschungsbereich 434 „Erinnerungskulturen“; wechselte nach der Habilitation (2000) nach Düsseldorf |      |
| Ulrike Egelhaaf-Gaiser (* 1967)               | 1999 | 2005 | Wissenschaftliche Assistentin  | Habilitation 2005; seit dem 1. Januar 2006 Leiterin des Sonderforschungsbereiches „Erinnerungskulturen“; wechselte nach Göttingen |      |
| Helmut Krasser (* 1959)                       | 1999 |      | Ordinarius                     | Nachfolger Küppers’ |      |
| Dennis Pausch (* 1976)                        | 2000 | 2011 | Privatdozent                   | Wissenschaftlicher Mitarbeiter, 2006 Akademischer Rat auf Zeit, 2010 habilitiert; wechselte nach Regensburg, später nach Dresden |      |
| Peter von Möllendorff (* 1963)                | 2003 |      | Ordinarius                     | Nachfolger Landfesters |      |

## Lehrstuhlinhaber

### Ludwigs-Universität (bis 1945)
Erstes Ordinariat:
1. Friedrich Carl Rumpf (1809–1823)
2. Friedrich Gotthilf Osann (1825–1858)
3. Ludwig Lange (1859–1871)
4. Eduard Lübbert (1871–1874)
5. Adolf Philippi (1874–1893)
6. Eduard Schwartz (1893–1897)
7. Albrecht Dieterich (1897–1903)
8. Erich Bethe (1903–1906)
9. Alfred Körte (1906–1913)
10. Rudolf Herzog (1913–1936)
11. Albrecht von Blumenthal (1940–1945)

Zweites Ordinariat:
1. Heinrich Friedrich Pfannkuche (1803–1832)
2. Wilhelm Clemm (1874–1883)
3. Johannes Schmidt (1883–1892)
4. Richard Reitzenstein (1892–1893)
5. Gotthold Gundermann (1893–1902)
6. Richard Wünsch (1902–1907)
7. Otto Immisch (1907–1913)
8. Karl Kalbfleisch (1913–1934)
9. Wilhelm Süß (1934–1940)
10. Andreas Thierfelder (1941–1943)

### Justus-Liebig-Universität (seit 1957)
Ordinarius für Gräzistik:
1. Gerhard Müller (1962–1976)
2. Egert Pöhlmann (1976–1980)
3. Manfred Landfester (1980–2002)
4. Peter von Möllendorff (seit 2003)

Ordinarius für Latinistik:
1. Vinzenz Buchheit (1962–1989)
2. Jochem Küppers (1990–1997)
3. Helmut Krasser (seit 1999)